# Гольдберг Анатолій Асірович
Анато́лій Асі́рович Го́льдберг (* 2 квітня 1930, Київ — † 11 жовтня 2008, Нетанья) — український математик, 1955 — кандидат математичних наук, 1965 — доктор, 1966 — професор. Лауреат Державної премії України в галузі науки та техніки (1992).

## Короткий життєпис
Батько був лікарем, мама — вчителька історії. У 1933—1941 роках сім'я проживала в Запоріжжі.
Під час війни батько працював у військовому госпіталі, родина евакуйована на Схід. Після війни жили у Львові. 1947 року поступив на фізико-математичний факультет Львівського університету.
1952 року по закінченні університету — вчитель математики в селі Заболотці Бродівського району.
У 1954—1955 роках — викладач математики Львівського торгово-економічного інституту. В жовтні 1955 захистив кандидатську дисертацію «Деякі задачі теорії розподілу мероморфних функцій».
У 1955—1963 роках — викладач Ужгородського державного університету.
В 1963—1997 роках працював у Львівському університеті.
1965 року у Харківському університеті захищає докторську дисертацію «Розподіл значень та асимптотичні властивості цілих та мероморфних функцій».
Того ж року заснував у Львівському університеті семінар з теорії аналітичних функцій.
Його наукові інтереси стосувалися:
- питань розподілу значень цілих та мероморфних функцій,
- рядів Діріхле,
- конформних відображень.

В науковому доробку має до 160 праць, в тому числі монографія «Розподіл значень мероморфних функцій» — 1970, співавтор Й. Островський.
Як педагог виховав до 20 докторів та кандидатів наук.
1997 року за сімейними обставинами переїхав до Ізраїлю в місто Нетанья, професор Бар-Іланського університету.
Вісім років мав лівосторонній параліч після інсульту, одначе продовжував писати статті та листи, проводив консультації, виступав на конференціях.